# Europa 2005 - 27 octobre

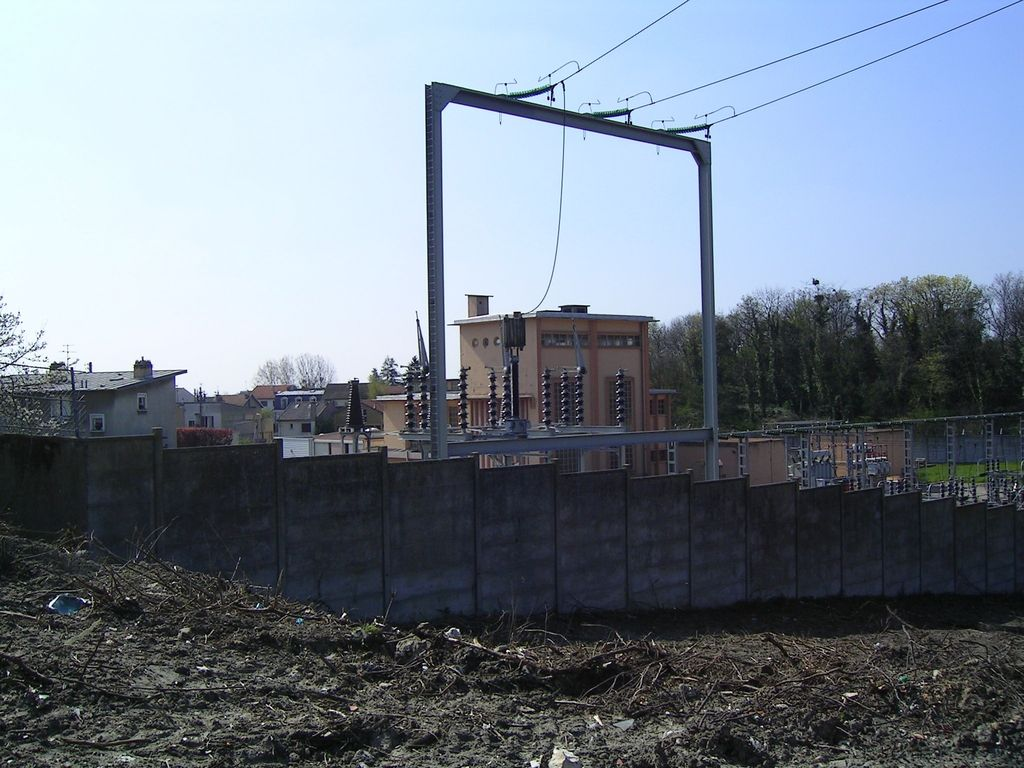
Le transformateur de Clichy-sous-Bois où deux adolescents trouvèrent la mort le 27 octobre 2005.

Europa 2005 - 27 octobre est un cinétract réalisé en 2006 en vidéo, couleurs, 12 minutes, d'après une idée de Jean-Marie Straub et Danièle Huillet.
Le producteur italien Enrico Ghezzi a commandé ce film à Danièle Huillet et Jean-Marie Straub pour célébrer le centenaire de la naissance de Roberto Rossellini. Il leur a demandé d'imaginer une suite à Europa '51 en s'inspirant du personnage joué par Ingrid Bergman dans ce film. Les cinéastes ont choisi pour sujet la mort de deux jeunes garçons de Clichy-sous-Bois en banlieue parisienne qui, poursuivis par la police, se sont réfugiés dans un transformateur électrique à haute tension où ils ont trouvé la mort. Pendant plusieurs semaines après le drame, les banlieues françaises ont brûlé.
Ce film, que les auteurs considèrent comme un ciné-tract, n'a pas de générique. Jean-Claude Rousseau a réalisé, avec une caméra numérique, les prises de vue et effectué le montage.